# Favzí Ben Hálidí
Favzí Ben Hálidí (arabul: فوزي بن خالدي); (1963. február 3. – ) algériai válogatott labdarúgó.

## Pályafutása

### Klubcsapatban
1976 és 1986 között az Olympique de Médéa csapatában játszott. 1986 és 1987 között a Boufarik, 1987 és 1990 között az USM Alger játékosa volt. 1990 és 1992 között az Olympique de Médéát erősítette. 1994-ben az USM Alger színeiben fejezte be a pályafutását.

### A válogatottban
1984 és 1986 között 10 alkalommal szerepelt az algériai válogatottban és 2 gólt szerzett. Részt vett az 1986-os világbajnokságon, de nem lépett pályára egyetlen mérkőzésen sem. Tagja volt az 1986-os afrikai nemzetek kupáján szereplő válogatott keretének is.